# Divertikulit
Divertikulit innebär att divertiklar eller området runt dessa har blivit inflammerade. Vanligen rör det sig om tjocktarmsdivertiklar, 90 procent av divertiklarna sitter i tjocktarmens sista del, sigmoideum.

## Orsak
Då länder med hög välfärd ofta har ett lägre fiberinnehåll i kosten är sjukdomen vanligare där. Även med stigande ålder ökar risken att drabbas.

## Symtom
Den drabbade personen blir illamående, febrig och får smärtor i buken, ofta i den nedre vänstra delen. Det händer även att det utvecklas till bukhinneinflammation men det är sällsynt. Även tarmvred kan förekomma vid långtgående inflammation.
Inflammationen kan vara okomplicerad (utan komplikationer) eller komplicerad (med komplikationer). Komplikation kan vara varböld, bristning i tarmfickan eller fistel till ett annat organ.

## Behandling
Fasta (flytande kost) och eventuellt antibiotika används som behandling i de flesta fall. Om inflammationen i divertikeln leder till att det går hål på tarmen eller om bukhinnan blir kraftigt irriterad kan ett kirurgiskt ingrepp bli nödvändigt. Kirurgi kan också vara ett alternativ vid upprepade divertikuliter.
Vid kirurgiskt ingrepp är det vanligast att bortoperera det divertikeldrabbade delen av tarmen. Det kan innebära framläggning av stomi som är antingen temporär eller permanent.